# Schlafbeutler
Die Schlafbeutler (Cercartetus) sind eine Beutelsäugergattung mit vier Arten aus der Familie der Bilchbeutler (Burramyidae). Die Tiere haben ihren Namen daher, dass sie zu den wenigen Beuteltieren gehören, die einen Winterschlaf halten und von ihrer Körperform an den Siebenschläfer erinnern.

## Beschreibung
Schlafbeutler erreichen eine Kopfrumpflänge von 7 bis 12 Zentimetern und ein Gewicht von 15 bis 40 Gramm. Der Schwanz ist bis auf die Schwanzwurzel nur spärlich behaart und gleich lang oder länger als der Körper. Ihr Fell ist an der Oberseite rotbraun oder gräulich gefärbt, die Unterseite ist heller. Die Ohren sind groß und unbehaart, die erste Zehe der Hinterpfoten ist opponierbar.

## Verbreitung und Lebensweise
Schlafbeutler sind in Teilen des südlichen und östlichen Australiens sowie auf Neuguinea und der Kap-York-Halbinsel verbreitet. Ihr Lebensraum sind Wald- und Heidegebiete, wo sie ein ausschließlich nachtaktives Leben führen. Sie schlafen tagsüber in selbstgebauten Nestern aus Blättern und Rinde, die sie oft in hohlen Baumstämmen oder dichter Vegetation errichten. In der Nacht begeben sie sich auf Nahrungssuche, wobei sie oft in den Bäumen klettern. Ihre geschickten Hände und der Greifschwanz machen sie zu guten Kletterern. Im Normalfall leben sie einzelgängerisch. Schlafbeutler sind Allesfresser, die Blätter, Früchte, Nüsse, Insekten, Spinnen, Skorpione und kleine Wirbeltiere zu sich nehmen. In der kalten Jahreszeit fallen sie in einen Winterschlaf, wofür sie sich einen Fettvorrat im Schwanz anlegen.
Bis zu zweimal im Jahr bringt das Weibchen vier bis sechs Jungtiere zur Welt. Diese verbringen ihren ersten Lebensmonat im Beutel der Mutter, werden mit rund drei Monaten entwöhnt und mit gut einem Jahr geschlechtsreif. Die Lebenserwartung beträgt vier Jahre in freier Natur, in menschlicher Obhut bis zu sechs Jahre.

## Bedrohung
Alle Schlafbeutlerarten sind relativ häufig, keine steht auf der Liste bedrohter Arten.

## Die Arten
- Der Langschwanz-Schlafbeutler (Cercartetus caudatus) lebt in Regenwäldern in Neuguinea und auf der Kap-York-Halbinsel in Nordostaustralien. Er ist durch ein rotbraunes Fell mit weißer Unterseite gekennzeichnet.
- Der Dünnschwanz-Schlafbeutler (Cercartetus concinnus) ist im ganzen südlichen Australien (von Western Australia bis New South Wales verbreitet).
- Der Zwergbilchbeutler (Cercartetus lepidus) war bis in die 1960er-Jahre nur von Tasmanien bekannt, seither wurden auch Populationen in South Australia und Victoria entdeckt. Er ist die kleinste der vier Arten und braungrau bis grau gefärbt.
- Der Dickschwanz-Schlafbeutler (Cercartetus nanus) ist vom südöstlichen South Australia bis ins südliche Queensland verbreitet. Er hält bis zu 35 Tage Winterschlaf, wobei die Fettspeicherung im Schwanz bei dieser Art besonders ausgeprägt ist. In Laborversuchen haben australische Forscher bei Cercartetus nanus mit 367 Tagen den bislang längsten Winterschlaf bei Tieren beobachtet.[1]